# 2104
2104 (ММCIV) е високосна година, започваща във вторник според Григорианския календар. Тя е 2104-тата година от новата ера, сто и четвъртата от третото хилядолетие и петата от 2100-те.